# Búč
Búč (hongrois : Búcs) est un village de Slovaquie situé dans la région de Nitra.

## Histoire
Première mention écrite du village en 1208.

## Démographie

### Évolution de la population
| Année:               | 1994. | 2004.    | 2014.   | 2024.   |
| -------------------- | ----- | -------- | ------- | ------- |
| Nombre de personnes: | 1337  | 1196     | 1151    | 1118    |
| Différence:          |       | -10,54 % | -3,76 % | -2,86 % |

| Année:               | 2023. | 2024.   |
| -------------------- | ----- | ------- |
| Nombre de personnes: | 1113  | 1118    |
| Différence:          |       | +0,44 % |